# Hydrillodes sigma
Hydrillodes sigma là một loài bướm đêm trong họ Noctuidae.